# 竹内健蔵
竹内 健蔵（たけうち けんぞう、1958年 - ）は、日本の経済学者。
専門は交通経済学。東京女子大学教授、国土交通省交通政策審議会会長代理。日本交通学会会長。交通図書賞、国際交通安全学会賞、日本交通学会賞等受賞。

## 人物・経歴
福岡県生まれ。1977年埼玉県立不動岡高等学校卒業。1982年一橋大学社会学部卒業。1984年一橋大学大学院商学研究科修士課程修了。1987年同博士後期課程単位取得満期退学。指導教官杉山武彦。1991年オックスフォード大学経済学部大学院修了、経済学修士（M.Litt.）。2005年『都市交通ネットワークの経済分析』で一橋大学より博士（商学）の学位を取得、審査員は杉山武彦・根本敏則・山内弘隆。
1990年長岡技術科学大学工学部専任講師。1993年長岡技術科学大学工学部助教授。1994年東京女子大学文理学部社会学科助教授。2002年東京女子大学文理学部社会学科教授。2009年東京女子大学現代教養学部国際社会学科経済学専攻教授。2001年法政大学大学院非常勤講師。2001年から2006年まで一橋大学商学部非常勤講師。2014年から2015年まで東京大学経済学部非常勤講師。専門は交通経済学、公共経済学、産業組織論、ビジネス・エコノミクスなど。
日本交通学会会長、公益事業学会副会長、公益社団法人日本交通政策研究会理事、運輸省運輸政策審議会専門委員、国土交通省国土審議会専門委員、国土交通省交通政策審議会委員（会長代理）、国土交通省社会資本整備審議会臨時委員、総務省情報通信審議会臨時委員、文部科学省科学技術・学術審議会専門委員、日本船主協会アドバイザリーグループ座長代理等も歴任。2016年からは国土交通省交通政策審議会観光分科会長として観光立国推進基本計画改定や観光白書策定にあたった。2012年国土交通省バス事業のあり方検討会座長、2012年・2019年国土交通省羽田発着枠配分基準検討小委員会座長、2017年国土交通省内航海運の活性化に向けた今後の方向性検討会座長、2017年訪日誘客支援空港の認定等に関する懇談会座長、2018年国土交通省持続可能な地域航空のあり方に関する研究会座長、2021年特定複合観光施設区域整備計画審査委員会委員長。2022年鉄道事業者と地域の協働による地域モビリティの刷新に関する検討会座長
1991年「道路交通投資における便益の移転と評価の問題」で「道路と交通」論文賞受賞。2002年『都市再生』で第28回交通図書賞受賞。同年『交通経済学』で第24回国際交通安全学会賞受賞。2006年『都市交通ネットワークの経済分析』で第66回日本交通学会賞受賞。2014年『なぜタクシーは動かなくてもメーターが上がるのか』で第39回交通図書賞受賞。2019年『交通経済学入門（新版）』で国際交通安全学会賞著作部門受賞。

## 著書
- 『交通経済学』（山内弘隆と共著）有斐閣 2002年
- 『都市交通ネットワークの経済分析』有斐閣 2006年
- 『挑戦 日本再生』（中条潮と共編著）NTT出版 2008年
- 『新・黒船の世紀』（中条潮と共編著）NTT出版 2009年
- 『交通経済学入門』有斐閣 2008年、新版2018年
- 『交通市場と社会資本の経済学』（根本敏則, 山内弘隆と共編,杉山武彦監修）有斐閣 2010年
- 『なぜタクシーは動かなくてもメーターが上がるのか』NTT出版 2013年
- 『あなたの人生は「選ばなかったこと」で決まる』日本経済新聞出版社 2017年
- 『ミクロ経済学って大体こんな感じです』有斐閣 2019年
- 『ろけっとぽっぽー＆ホッホー博士と学ぶミクロ経済学入門 -「市場」って何だろう？』有斐閣 2021年